# Daur Achwlediani
Daur Achwlediani (abchasisch Даур Мирод-иԥа Ахвледиани, russisch Даур Миродович Ахвледиани; * 10. Oktober 1964 in Gagra; † 1993 in Suchumi) war ein sowjetisch-abchasischer Fußballspieler.
Daur Achwlediani wurde in Gagra geboren und wurde 1983 vom damaligen sowjetischen Erstligisten Torpedo Kutaissi verpflichtet. Torpedo stieg jedoch in der Saison ab, Achwedliani heuerte daraufhin beim Drittligisten Dinamo Suchumi an. Dort wurde er zum Stammspieler und absolvierte über 200 Spiele. 1991 wechselte er, auf Grund der unklaren politischen Verhältnisse in Abchasien, schließlich in die damals neugegründete russische Liga und wurde von Uralan Elista verpflichtet.
1993 ging er zurück nach Abchasien und schloss sich den dortigen Unabhängigkeitskämpfern an. Bei den Kämpfen mit georgischen Streitkräften um Suchumi wurde Achwlediani getötet. Posthum ernannte man ihn zum „Helden Abchasiens“. Das Stadion des abchasischen Vereins FK Gagra in seiner Heimatstadt ist heute nach ihm benannt.